# Low Roar
Low Roar war ein Musikprojekt des kalifornischen Künstlers Ryan Joseph Karazija. Inspiriert wurde er durch das Leben in Island, die Musik wird den Genres Post-Rock, Electronica und Ambient zugeordnet.

## Geschichte
Nachdem Karazija von 2002 bis 2010 Frontmann der kalifornischen Indie-Rock-Band Audrye Sessions gewesen war, zog er 2011 nach Reykjavík, startete das Projekt Low Roar, und veröffentlichte im gleichen Jahr das gleichnamige Debütalbum Low Roar. Das zweite Album, 0, wurde 2014 von Tonequake Records veröffentlicht, gefolgt von Once in a Long, Long While... im Jahr 2017. Das Album Ross wurde im November 2019 veröffentlicht.
Ryan Karazija starb am 29. Oktober 2022 im Alter von 40 Jahren nach kurzer Krankheit an den Folgen einer Lungenentzündung. Das sechste Album House in the Woods war bereits in Produktion, wurde trotz seines Todes fertiggestellt und am 7. Februar 2025 veröffentlicht. Das erste Stück des Albums, Field Of Dreams, wurde bereits am 3. Januar auf dem offiziellen YouTube-Kanal veröffentlicht.
Karazija sang im Tenor, setzte aber meistens seine markante Kopfstimme ein, um den Stücken eine einzigartige Klangfarbe zu verleihen.

## Verwendung inDeath Stranding
Die Musik des Projektes wird vielfach im 2019 erschienenen Videospiel Death Stranding verwendet. Die Kollaboration mit Videospiel-Entwickler Hideo Kojima kam zustande, nachdem dieser eine CD von Low Roar in einem Plattenladen in Reykjavík entdeckte. Kojima beschrieb die Musik von Low Roar als „sinnlich“ und „einzigartig“.

## Diskografie
Alben
- Low Roar (2011)
- 0 (2014)
- Once in a Long, Long While... (2017)
- Ross. (2019)
- maybe tomorrow... (2021)
- House in the Woods (2025)